# Gerardo Dottori

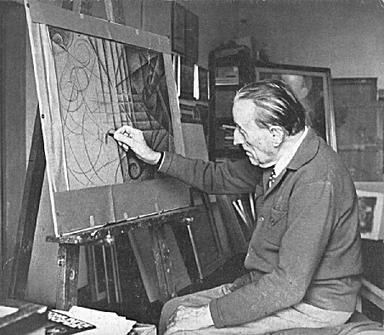
Gerardo Dottori, pintando en su estudio.

Gerardo Dottori (Perugia, 11 de noviembre de 1884 - Perugia, 13 de junio de 1977) fue un pintor italiano, miembro destacado del futurismo, firmante del manifiesto de la Aeropittura (Aeropintura), corriente del Futurismo que mostraba su entusiasmo por el vuelo, el dinamismo del aeroplano y las vistas que se alcanzaban desde tales aparatos. Algunas de las pinturas más representativas de Dottori muestran los paisajes de su Umbría natal. Quizá su cuadro más famoso sea Incendio-città (Museo del Palazzo della Penna, Perugia), que se ha mostrado en las grandes exposiciones que se han dedicado al Futurismo en Roma (2001) y Milán (2009).

## Biografía
Dottori procedía de una familia humilde. A los ocho años perdió a su madre. Se matriculó en la Accademia di Belle Arti Pietro Vannucci de Perugia, al tiempo que trabajaba para un anticuario. Se inició profesionalmente como decorador en Milán, ciudad a la que se trasladó en 1906. En 1908 regresó a sus estudios y comenzó a frecuentar el ambiente artístico vanguardista de Florencia. En 1910 inició sus colaboraciones con la revista La Difesa dell'Arte.
En 1911 se trasladó a Roma, donde conoció a Giacomo Balla y se adhirió al Futurismo. En 1912 organizó el primer grupo futurista de la Umbría y en 1915 se enroló para luchar en la Primera Guerra Mundial. Durante su estancia en el ejército escribió Parole in libertà. En 1920 fundó la revista Griffa!, con la que se propuso defender el Futurismo en Perugia. Ese mismo año se organizó en Roma su primera exposición individual.
En 1924 fue el primer futurista en exponer su obra en la Bienal de Venecia. A lo largo de su vida, Dottori participará en diez ediciones de la Bienal.
Su mayor aportación al movimiento fue en la corriente de la Aeropintura. Firmó el Manifesto dell'aeropittura escrito y suscrito en 1929 por Marinetti en solitario y que en 1931 revalidó con la firma de Dottori y las de Balla y Prampolini.
Entre 1925 y finales de los años 1930 vivió en Roma. Escribió en varias revistas de arte. En 1932 fue citado como el primer ejemplo de artista futurista interesado también en el arte sacro. Firmó el Manifesto dell'Arte Sacra Futurista junto a Marinetti y Fillia.
En 1939 obtuvo la cátedra de Pintura de la Academia di Belle Arti Pietro Vannucci de Perugia, que dirigió hasta 1947. 
En 1941 escribió el Manifesto umbro dell'aeropittura, donde afirmaba que la verdadera esencia de su Futurismo residía en representar ambientes y paisajes misticistas.
Murió en Perugia en 1977 y está enterrado en el Cementerio Monumental de esta ciudad, en la sección reservada a los ciudadanos ilustres.